# Stig Lönnqvist
Stig Lönnqvist (Stig Johan Lönnqvist; * 12. April 1949 in Salo) ist ein ehemaliger finnischer Sprinter, der sich auf den 400-Meter-Lauf spezialisiert hatte.
In der 4-mal-400-Meter-Staffel wurde er bei den Olympischen Spielen 1972 in München Sechster, gewann Bronze bei den Leichtathletik-Europameisterschaften 1974 in Rom und wurde Achter bei den Olympischen Spielen 1976 in Montreal.
Seine persönliche Bestzeit von 46,7 s stellte er 1972 auf.